# ФК «Фиорентина» в сезоне 2005/2006
Сезон 2005-06 стал 80-м для «Фиорентины» в её истории и 68-м сезоном в Серии A. В её истории клуб провёл свой лучший сезон на поле с сезона 1998-99, первоначально заняв 4-е место с 74 очками и обеспечив себе место в квалификационном раунде Лиги чемпионов УЕФА 2006/07. Однако клуб был наказан штрафом в 30 очков за участие в итальянском футбольном скандале 2006 года, в результате чего «Фиорентина» опустилась в турнирной таблице на 9-е место. Этот результат был намного лучше, чем первоначальный, поскольку «Фиорентина» изначально вылетела в Серию B. После успешной апелляции «Фиорентина» была допущена к выступлениям в Серии А в следующем сезоне, хотя и потеряла место в Лиге чемпионов и была вынуждена начать сезон с 15-очкового штрафа, что лишило ее всяких шансов побороться за титул и развить успех сезона 2005-06.
Самым значимым игроком сезона был новый нападающий Лука Тони, подписанный летом из Палермо, который забивал в среднем почти один гол за матч в течение всего сезона, выиграв битву за звание лучшего в Серии А с 31 ударом, что было почти рекордным показателем. Новый вратарь Себастьен Фрей также хорошо себя показал, пропустив 41 гол только из-за слабой защиты.